# Falconet (abate)
 Falconet, talvolta italianizzato Falconetti (fl. 1739), è stato un abate e matematico francese, priore di Parnes.
Fratello di Camille Falconet, sostenne di aver scoperto la quadratura del cerchio e illustrò la propria tesi in un'opera, Quadrature geometrique du secteur de cercle de quarante-cinq degrés, che stampò nel 1739.

## Opere
- (FR) Quadrature geometrique du secteur de cercle de quarante-cinq degrés, et par consequent de l'aire entiere du cercle, 1739.